# 守护圣母圣殿

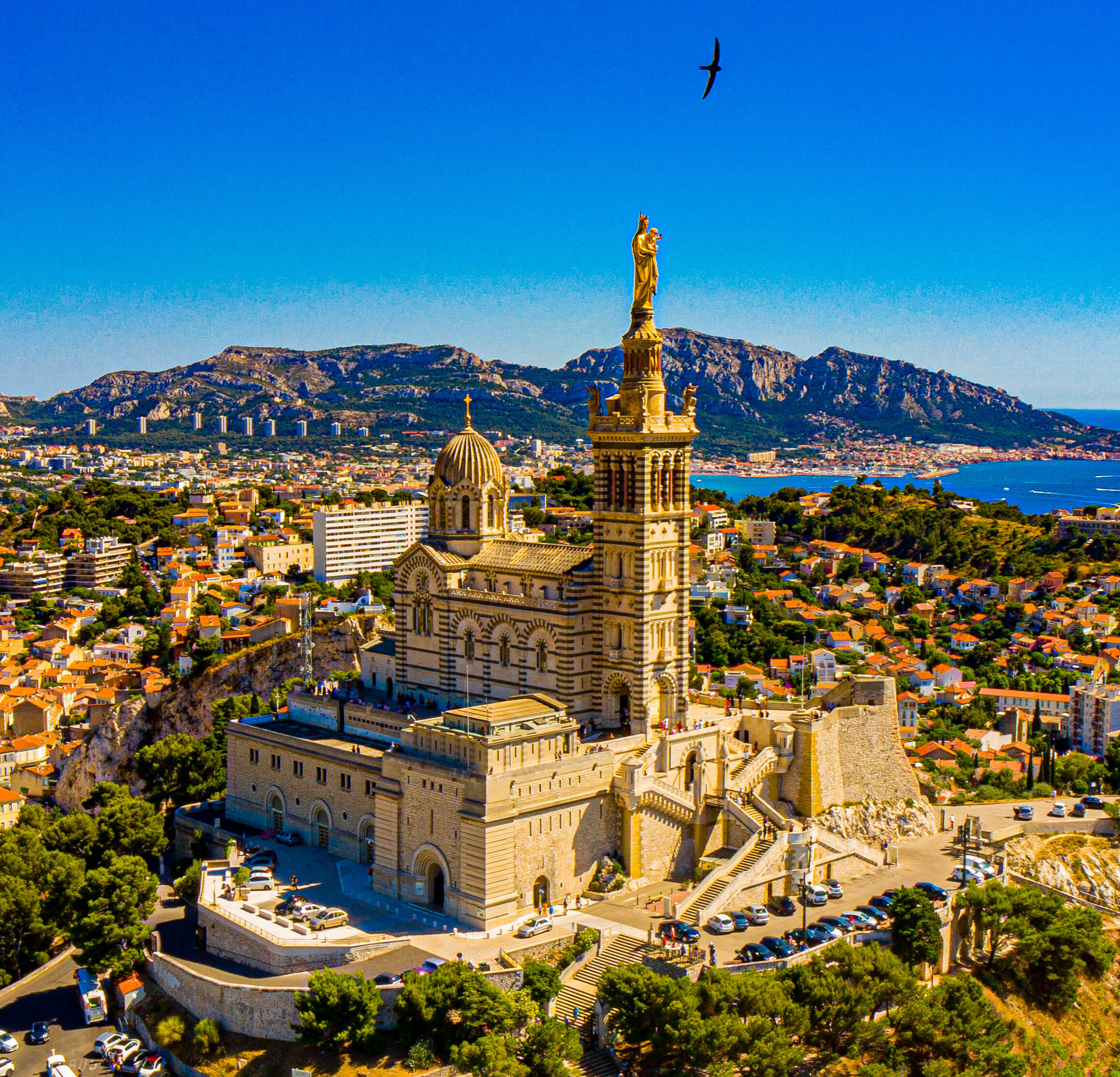
守护圣母圣殿

守护圣母圣殿（Notre-Dame de la Garde）是位于法国马赛的一座罗马天主教宗座圣殿。这座华丽的新拜占庭式教堂坐落在马赛的制高点，马赛老港南侧海拔162米的石灰岩山顶。守护圣母圣殿是马赛的主要地标，也是每年8月15日圣母升天节的朝圣地点。当地居民通常称之为la bonne mère（意为“好母亲”） 。 
1853年，当时的马赛主教委托由建筑师雅克·亨利·埃斯佩朗迪厄设计教堂，1864年9月11日奠基“宗座圣殿兴建于19世纪，与港口对岸的Sainte Marie Majeure主教座堂样式相同。”。教堂兴建于一个13世纪的小圣堂的旧址，供奉的也是守护圣母，传统上是海员的主保。。山上还有一座16世纪的的堡垒，由弗朗索瓦一世建于1525年。
守护圣母圣殿的钟楼高60米，顶部是圣母子的巨大雕像，在城市的大部分地方和数里外的海上都能看到。圣殿的兴建历时五年，花费17万吨材料，包括23船来自意大利的大理石和斑岩。内部装饰着大理石，马赛克和壁画。许多的墙壁上挂满绘画，牌，模型船，战争勋章，甚至马赛足球俱乐部球员的球衣。